# أحمد بن حسين الخليفة
أحمد بن حسين بن محمد الخليفة الأحسائي  المشهور أيضًا بـالصائغ (1887 - أبريل 1973) (1305 - صفر 1393) فقيه جعفري وكاتب وناسخ وخطاط سعودي من أهل القرن الرابع عشر الهجري. ولد في المبرز في الأحساء باللواء النجد العثمانية ونشأ بها. تتلمذ على جملة من علمائها. اشتغل بالتدريس وبرز في فنون عدة وعلوم الأدبية. كفّ بصره في الخمسينات من عمره. ذهب إلى كربلاء في أواخر عمره وتوفي بها ودفن بالعتبة الحسينية. له عدة مؤلفات وأشعار، ضاع معظمه. شقيقه هو محمد بن حسين الخليفة.

## نسبه وأسرته
هو أحمد بن حسين بن محمد بن خليفة بن عمار آل خليفة الصائغ الهفوفي المبرزي الأحسائي. له أربعة من الأخوة محمد، وعلي، وعبد الله، وحسن، وشقيقتان. والدته هي نرجس بنت سليمان، وأما الباقون فأمهم رقية الرشيد.

## سيرته
ولد أحمد الخليفة الصائغ سنة 1305 هـ/ 1885 م في حيِّ الشعبة بالمبرز في الأحساء باللواء النجد العثمانية. ختم القرآن في الخامسة عشر من عمره. تفوق على أقرانه بخطه الجميل. ثم تتلمذ على جملة من علماء المبرز في الأحساء واشتغل بالتدريس. برز في كثير من الفنون والعلوم الأدبية والدينية في عصره من التفسير والفقه والملاحم والنحو والعروض والشعر. كفّ بصره في الخمسينات من عمره.  كانت دراساته الدينية متنوعة، وتعمق في مجال الأبحاث الخاصة بالمهدوية عند الشيعة الاثناعشرية.

اشتغل بتعليم الخط العربي في الأحساء وتتلمذ على يديه الكثيرون، ومنهم محمد بن حسين العلي، وحسن بن محمد بوكنان، ومحمد بن علي الحسن. وكانت لدية العديد من النفائس بخطه، ومنها القرآن.

وفي عام 1393 هـ كان في کربلاء في الجمهورية العراقية البعثية للزيارة العتبة الحسينية فاشتد عليه المرض. ولكن بقي فيها مع زوجته حتى توفي في شهر صفر/ أبريل 1973 ودفن هناك بالعتبة في الصحن قرب باب الشهداء من الداخل. وأقيم له مجلس عزاء في العراق وفي الأحساء بالحسينية الهاشمية. 

## حياته الشخصية
اقترن بأربعة من النساء. وهن آمنة بنت عبد الله الخليفة وفاطمة بنت محمد السمين وبنت علي السلطان وأخيراً آمنة بنت محمد البراهيم البوبرية، وهي الوحيدة التي كانت على ذمته حين وفاته، وهي توفيت سنة 1415. وليس للشيخ أحمد ذرية منها أو من غيرها من نسائه.

## مؤلفاته
- مجلى القلوب في أحوال المهدي المحجوب، مخطوط
- فرقان الإيمان، لم يتم ومفقود
- تاريخ البحرين، أعاره إلى البعض ولم يُعاد إليه
- رسالة في شرح اللغز